# Vijay Kumar Patodi
Vijay Kumar Patodi (* 12. März 1945 in Guna, Madhya Pradesh; † 21. Dezember 1976 in Bombay, Maharashtra) war ein indischer Mathematiker, der sich mit Topologie und Differentialgeometrie beschäftigte.

## Leben
Patodi besuchte die Schule in Guna und studierte an der Vikram University in Ujjain Mathematik bis zum Bachelor-Abschluss. Für seinen Master-Studium wechselte er an die Banaras Hindu University, wo er 1966 seinen Master-Abschluss in Mathematik machte. Danach war er ein Jahr am Center for Advanced Study der University of Bombay, dann ging er 1967 an das Tata Institute of Fundamental Research in Bombay, wo er bis zu seinem Tod blieb. Von 1971 bis 1973 forschte Patodi am Institute for Advanced Study in Princeton bei Michael Francis Atiyah und arbeitete auch mit Isadore Singer (am MIT) und Raoul Bott zusammen. Zurück am Tata Institute wurde er 1973 zum Associate Professor und 1976 zum Professor berufen. Zu dieser Zeit verschlechterte sich sein Gesundheitszustand, der ihn schon während des Studiums beeinträchtigte. Er starb mit nur 31 Jahren aufgrund von Komplikationen vor einer geplanten Nierentransplantation, die als letzter Ausweg einer lebensbedrohlichen Erkrankung, an der er schon mehrere Jahre litt, geplant war.

## Wissenschaftliches Wirken
Schon als Student hatte er Kurse am Tata Institut besucht und war 1969 auf eine Vermutung in einer Arbeit von Henry McKean und Isadore Singer aufmerksam geworden (in der es um einen alternativen Zugang zum Satz von Gauß-Bonnet ging), die er in seiner Dissertation bewies. 1971 wurde er an der University of Bombay mit der Arbeit Heat equation and the index of elliptic operators bei M. S. Narasimhan und S. Ramanan, beide vom Tata Institute, promoviert. Darin wurde erstmals die Wärmeleitungsgleichung zum Beweis des Atiyah-Singer-Indexsatzes benutzt, der Aussagen über die Topologie von Mannigfaltigkeiten aus dem Studium von elliptischen Differentialoperatoren wie in der Laplace-Gleichung macht, die als stationärer Grenzfall der Wärmeleitungsgleichung betrachtet werden kann. Aus der Dissertation gingen zwei Veröffentlichungen hervor, beide im Journal of Differential Geometry erschienen: Curvature and the eigenforms of the Laplaceoperator (Bd. 5, 1971, S. 233–249) und An analytic proof of the Riemann-Roch-Hirzebruch Theorem for Kaehler Manifolds (Bd. 5, 1971, S. 251–283).
Während seiner Jahre in Princeton entwickelte er mit Atiyah und Singer in ihrer gemeinsamen Arbeit Spectral Asymmetry and Riemannian Geometry 1-3 (Atiyah, Patodi, Singer Mathematical Proceedings Cambridge Philosophical Society, Bd. 77, 1975, S. 43, Bd. 78, 1975, S. 403, Bd. 79, 1976, S. 71 sowie in Bulletin of the London Mathematical Society, Bd. 5, 1973, S. 229–234) eine Definition für die {\displaystyle \eta }-Invariante (oder Atiyah-Patodi-Singer-Invariante). Weitere Arbeiten Patodis betreffen die Riemannsche Struktur und Triangulation von Mannigfaltigkeiten und eine kombinatorische Formel für die Pontrjagin-Klassen.
1974 war er Invited Speaker auf dem Internationalen Mathematikerkongress in Vancouver (Riemannian structures and triangulations of manifolds).